# Armel (метеорит)
Armel (рус. А́рмел)  — каменный метеорит, обычный хондрит весом 9200 грамм.
Обнаружен единым куском во время вспашки в округе Юма (Колорадо, США).
Название является официальным. Впервые опубликован в Метеоритном бюллетене № 49 (Москва) в 1970.